# Поляков, Серж
Серж Поляко́в (фр. Serge Poliakoff, при рождении Серге́й Гео́ргиевич Поляко́в; 8 января 1900[…] или 8 января 1906, Москва — 12 октября 1969[…], Париж) — французский живописец, график, керамист; выходец из России.

## Биография
Сын киргизского конезаводчика, был тринадцатым из четырнадцати детей. Учился живописи в Москве, в Московском училище живописи, ваяния и зодчества. В 1918 году покинул Россию, в 1920-м прибыл в Константинополь, в 1923-м — через Софию, Белград, Вену и Берлин добрался до Парижа. Играл на гитаре в парижских кабаре. В 1929 году поступил в академию «Гранд-Шомьер», в 1935—1937 годах учился в Лондоне в Художественной школе Слейд.
Познакомился с В. В. Кандинским, Соней и Робером Делоне, Отто Фрейндлихом, под их влиянием пришёл к нефигуративной живописи. Первая персональная выставка состоялась в 1945 году. В 1947 году обучался у Жана Дероля. В том же году удостоен премии Кандинского. В 1962 году работам Полякова был отведён зал на Венецианской биеннале, в том же году он стал гражданином Франции. Оказал сильное влияние на работы Армана.
Умер в Париже в 1969 году.

## Признание
Один из виднейших представителей Парижской школы, его работы представлены во многих музеях мира.